# Arachosia puta
Arachosia puta is een spinnensoort in de taxonomische indeling van de buisspinnen (Anyphaenidae).
Het dier behoort tot het geslacht Arachosia. De wetenschappelijke naam van de soort werd voor het eerst geldig gepubliceerd in 1892 door Octavius Pickard-Cambridge.